# ルノー・RS01
ルノー・RS01 (Renault RS01) はルノー・スポールが1977年のF1世界選手権に投入したフォーミュラ1カー。デザイナーはアンドレ・デ・コルタンツとフランソワ・キャスタン。
F1マシン初のターボエンジン搭載車として開発された。

## 開発の経緯

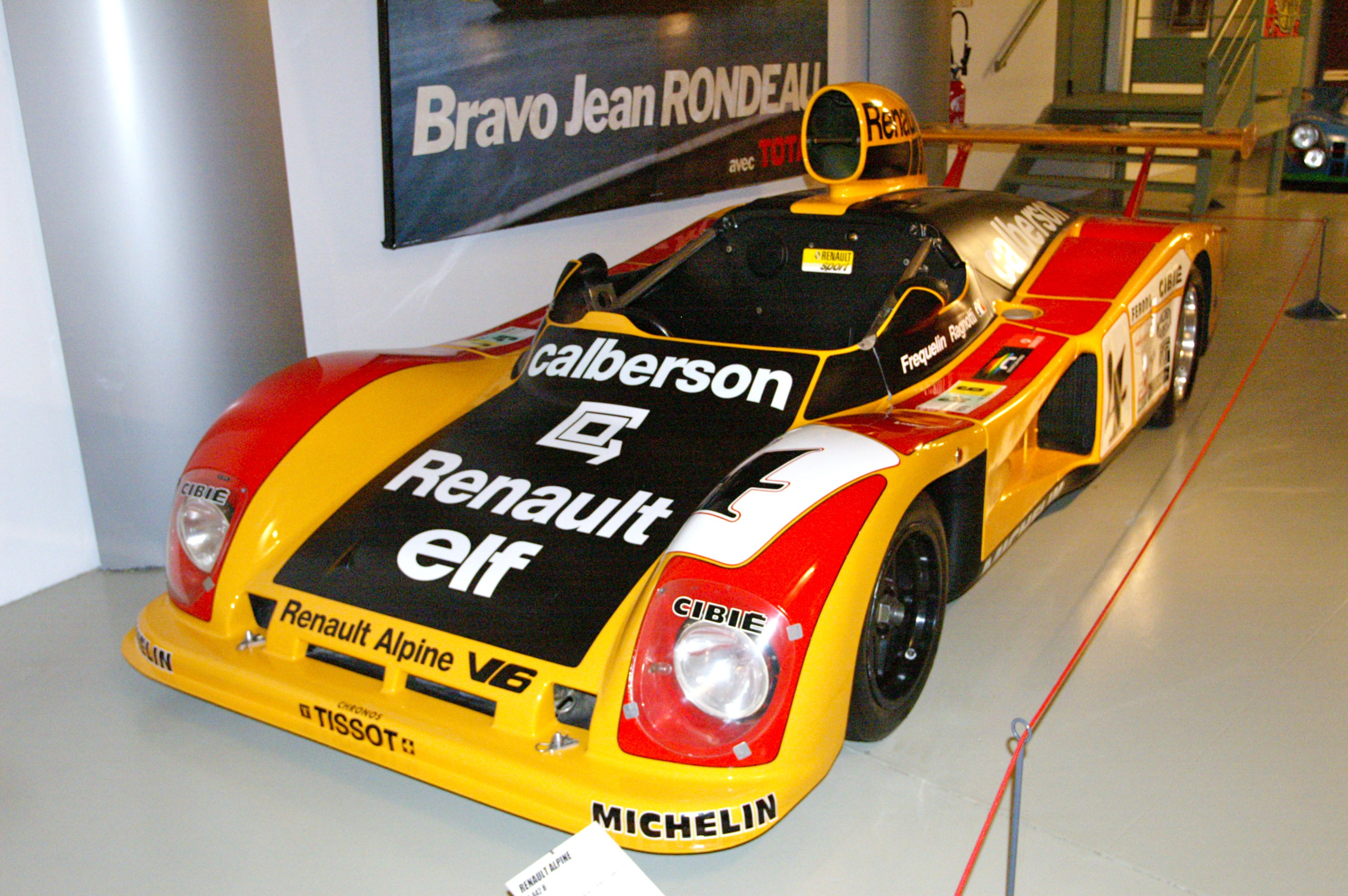
1978年のル・マン24時間レースで優勝したアルピーヌ・ルノー・A442。2リッターV6ターボエンジン搭載。

1973年、ルノー傘下のゴルディーニのフランソワ・キャスタンが2リッターV6エンジン"CH1"を開発した。このエンジンはF2とスポーツプロトタイプに搭載され、1975年にはベルナール・デュド指揮のもと、エンジンにギャレット製シングルターボを装着したアルピーヌ・ルノー A442が登場した。
ルノーはル・マン24時間レース制覇を最大の目標に掲げながら、フルコンストラクター体制でのF1参戦も計画した。石油会社エルフの資金援助を受け、排気量を1.5リッターに縮小した「ルノー・ゴルディーニ EF1」ターボエンジンを開発（EFはエルフの略）。シャーシ設計はアンドレ・デ・コルタンツが担当した。1976年4月にはモータースポーツ活動を統括するルノー・スポールが誕生し、ジェラール・ラルースがマネージャーに就任した。1976年5月から試作車A500のテストを行い、スポーツカーやF2で縁が深いジャン＝ピエール・ジャブイーユをテストドライバーに起用した。
ターボエンジンはインディカーやスポーツカーレースではすでに定着していたが、F1では「過給式エンジンの排気量は自然吸気エンジンの1/2とする」というハンディがあったこともあり、ルノー以前に挑戦するチームはいなかった（そもそもルール上は、慣習的には機械式過給を指す「supercharged」という表現であり、ターボはルール的に存在していなかったとも言える。しかし、字義的には機械式には限られないという「ルールを文字通り解釈した」結果である）。フランスの大企業の独創的なプロジェクトは大いに関心を集めた。

## 1977年
1977年第10戦イギリスGPから、実戦型のRS01を投入。タイヤはミシュランが開発したF1初のラジアルタイヤを装着し、燃料はエルフを使用するなど「オールフレンチ体制」での参戦となった。当面はジャブイーユの1台体制で、実戦における開発に重点が置かれた。
デビュー戦は予選21位、決勝はターボのトラブルでリタイアした。2戦を欠場し第13戦オランダGPから再登場したが、3戦連続リタイアを喫し、カナダGPでは予選落ちとなった。ターボラグと熱処理の問題を抱え、度々エンジンから白煙をあげてリタイアすることから、「イエロー・ティーポット」と仇名された。

## 1978年
ル・マン24時間レースを優先するため、開幕2戦を欠場し、第3戦南アフリカグランプリから参戦した。6月のル・マンで目標の総合優勝を果たし、ルノー・スポールはスポーツカープログラムを終了してF1に集中することとなる。依然として信頼性は低かったが、インタークーラーを水冷式に改めたことでパワーロスを解消し、直線スピードを発揮するようになった。第15戦アメリカ東GPにて4位入賞し、待望の初入賞を記録した。

## 1979年
この年からジャブイーユとルネ・アルヌーによる2カー体制で参戦した。ロングビーチ市街地コースで行われた第4戦アメリカ西GPでは、ジャブイーユがリアサスペンションの故障で270km/hの高速クラッシュを喫し、アルヌーのマシンにも同じトラブルが出たことから出走を見合わせた。
第5戦スペイングランプリ以降は、KKK製ツインターボを装着する新車RS10にスイッチした。

## スペック

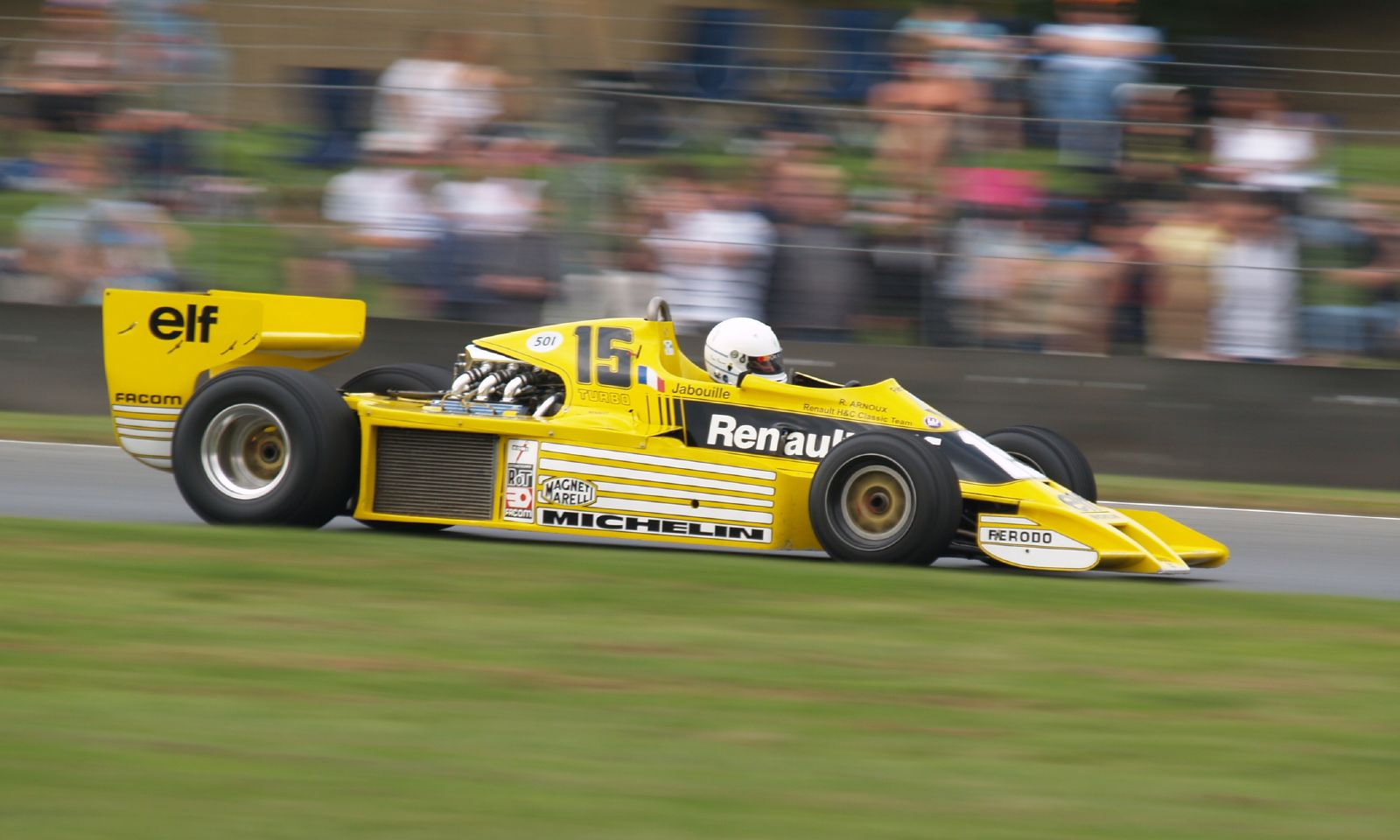
ルネ・アルヌーがドライブするRS01（2007年）

### シャーシ
- シャーシ名 RS01
- シャーシ構造 アルミニウム モノコック
- 前サスペンション ダブルウィッシュボーン コイルスプリング
- 後サスペンション アッパーリンク ロワウィッシュボーン コイルスプリング
- ホイールベース 2,500 mm
- 前トレッド 1,540 mm
- 後トレッド 1,520 mm
- 重量 605kg
- クラッチ
- ブレーキキャリパー
- ブレーキパッド・ディスク
- ホイール
- タイヤ ミシュラン
- ダンパー
- ギヤボックス ヒューランド FCA400 6速マニュアル

### エンジン
- エンジン名 ルノー・ゴルディーニ EF1
- 気筒数・角度 V型6気筒ターボ・90度
- 排気量 1,492 cc
- 出力 500 bhp / 11,000 rpm
- ボア・ストローク 86 × 42.8 mm
- 動弁機構 DOHC 4バルブ
- ターボ ギャレット シングルターボ
- インジェクション ボッシュ
- 燃料・潤滑油 エルフ

## 記録
| 年   | No. | ドライバー   | 1   | 2   | 3   | 4   | 5   | 6   | 7   | 8   | 9   | 10  | 11  | 12  | 13  | 14  | 15  | 16  | 17  | ポイント | ランキング |
| 年   | No. | ドライバー   | ARG | BRA | RSA | USW | ESP | MON | BEL | SWE | FRA | GBR | GER | AUT | NED | ITA | USE | CAN | JPN | ポイント | ランキング |
| ---- | --- | ------------ | --- | --- | --- | --- | --- | --- | --- | --- | --- | --- | --- | --- | --- | --- | --- | --- | --- | -------- | ---------- |
| 1977 | 15  | ジャブイーユ |     |     |     |     |     |     |     |     |     | Ret |     |     | Ret | Ret | Ret | DNQ |     | 0        | NC         |
| 1978 |     |              | ARG | BRA | RSA | USW | MON | BEL | ESP | SWE | FRA | GBR | GER | AUT | NED | ITA | USE | CAN |     | 3        | 12         |
| 1978 | 15  | ジャブイーユ |     |     | Ret | Ret | 10  | NC  | 13  | Ret | Ret | Ret | Ret | Ret | Ret | Ret | 4   | 12  |     | 3        | 12         |
| 1979 |     |              | ARG | BRA | RSA | USW | ESP | BEL | MON | FRA | GBR | GER | AUT | NED | ITA | USE | CAN |     |     | 26       | 6          |
| 1979 | 15  | ジャブイーユ | Ret | 10  | Ret | Inj |     |     |     |     |     |     |     |     |     |     |     |     |     | 26       | 6          |
| 1979 | 16  | アルヌー     | Ret | Ret | Ret | WD  | 9   | Ret |     |     |     |     |     |     |     |     |     |     |     | 26       | 6          |

- 太字はポールポジション、斜体はファステストラップ、(key)